# Spinturnix
Spinturnix es un género ácaros perteneciente a la familia Spinturnicidae.

## Especies
Spinturnix von Heyden, 1826
- Spinturnix acuminatus (C.L. Koch, 1836)
- Spinturnix bakeri Advani & Vazirani, 1981
- Spinturnix bregetovae Stanyukovich, 1996
- Spinturnix brevisetosus Gu & Wang, 1984
- Spinturnix dasychemi Kolenati, 1856
- Spinturnix delacruzi Estrada-Pena, Ballesta & Ibanez, 1992
- Spinturnix domrowi Deunff & Volleth, 1987
- Spinturnix eptesici Domrow, 1972
- Spinturnix helvetiae Deunff, Keller & Aellen, 1986
- Spinturnix intectus Dusbabek & Bergmans, 1980
- Spinturnix kolenatoides Ye & Ma, 1996
- Spinturnix lanzai Lombardini, 1944
- Spinturnix loricata Domrow, 1972
- Spinturnix maedai Uchikawa & Wada, 1979
- Spinturnix myoti (Kolenati, 1856)
- Spinturnix mystacinus (Kolenati, 1857)
- Spinturnix nobleti Deunff, Volleth, Keller & Aellen, 1990
- Spinturnix novaehollandiae Hirst, 1931
- Spinturnix psi (Kolenati, 1856)
- Spinturnix punctata (Sundevall, 1833)
- Spinturnix rudnicki Advani & Vazirani, 1981
- Spinturnix sinicus Gu & Wang, 1984
- Spinturnix tibetensis Teng, 1981
- Spinturnix traubi Morales-Malacara & Lopez-W, 1998
- Spinturnix tylonycterisi Deunff & Volleth, 1989
- Spinturnix vespertilionis (Linnaeus, 1758)